# Giampietro Chironi
Giampietro Chironi (Nuoro, 6 ottobre 1855 – Torino, 1º ottobre 1918) è stato un giurista e politico italiano.

## Biografia
Laureato in giurisprudenza a Cagliari, dal 1881 fu titolare di diritto civile all'università di Siena. Nel 1885 passò a quella di Torino, città dove si stabilì assumendo gli incarichi di rettore dell'ateneo piemontese e del locale politecnico.
Sempre a Torino fu consigliere comunale e assessore. nel 1910 venne eletto sindaco, ma rifiutò l'incarico. Rimase in stretto contatto con la sua città di origine, che lo elesse deputato nel 1892. Venne nominato senatore a vita nel 1908.
La città di Torino gli ha dedicato una piazza.